# Ulrike Richter
Ulrike Richter, född 17 juni 1959 i Görlitz, är en före detta östtysk simmare.
Richter blev olympisk guldmedaljör på 100 meter ryggsim vid sommarspelen 1976 i Montréal.